# John Altman (acteur)
John Altman (2 maart 1952, Reading, Engeland) is een Brits acteur; hij is vooral bekend van de BBC-serie EastEnders.

## Biografie
Altman debuteerde in 1979 in drie films; in The First Great Train Robbery (als zakkenroller) en Quadrophenia (als Mod) had hij kleine rolletjes, in The Beatles was hij te zien als de jonge George Harrison. Altman speelde van 1985 tot 2015 in EastEnders Nick Cotton, een van Engelands meest geliefde televisieslechteriken; dit los-vaste personage maakte ook uitstapjes naar het toneelstuk Puss in Boots (1994) en het sketchprogramma Bo Selecta (2004). In 2005 speelde Altman een politieagent in de videofilm Hell Top Pay en in 2006 verleende hij zijn medewerking aan de nooit uitgebrachte bioscoopfilm It's Been Real. Nadat hij in 2001 het Elvisnummer Trouble zong tijdens een Leiber & Stollertributeavond in de Londense Hammersmith Apollo, werd Altman ook gevraagd voor de theaters; zo speelde hij Billy Flynn in Chicago en King Rat in Dick Whittington dat in 2008 in zijn geboorteplaats werd opgevoerd. Sinds 2010 is Altman zanger van Heavy Metal Kids waar hij in de plaats kwam van de overleden Gary Holton.

### Privéleven
Altman was van 1986 tot 1997 getrouwd; uit dit huwelijk heeft hij een dochter, Rosanna. In de jaren 90 worstelde hij met een drankverslaving die hij overwon dankzij de steun van actrice June Brown (in EastEnders te zien als Nicks Bijbelciterende moeder Dot).
- Library of Congress Control Number: no2017051031
- Virtual International Authority File: 1177149368873385980008
- WorldCat: E39PBJdgTrxfFqgKPJx9k6qvpP